# Szklarka zielona
Szklarka zielona (Cordulia aenea) – gatunek ważki z rodziny szklarkowatych (Corduliidae). W ubarwieniu dominuje kolor zielony, długość ciała 52 mm, rozpiętość skrzydeł 72 mm. Występuje licznie na terenie północnej i zachodniej Eurazji, w południowej jej części występuje lokalnie, zwykle w pobliżu górskich jezior. W Polsce pospolita, występuje licznie w pobliżu zbiorników wodnych różnego typu. Preferuje wody stojące. Osobniki dorosłe pojawiają się od kwietnia do lipca.